# Metacnephia multifila
Metacnephia multifila är en tvåvingeart som först beskrevs av Rubtsov 1947.  Metacnephia multifila ingår i släktet Metacnephia och familjen knott. Inga underarter finns listade i Catalogue of Life.